# 生江東人
生江 東人（いくえ の あずまひと、生没年不詳）は、奈良時代の官人。姓は臣。官位は外従五位下・足羽郡大領。

## 経歴
元は越前国足羽郡の人という。天平21年（749年）大初位上・造東大寺史生の官位にあった際、平栄とともに東大寺領荘園の占定を行うために野占寺使として越前国に派遣され粟川荘付近の開拓を進めた。東人は自らが開拓した土地のうち墾田100町を功徳料として東大寺に寄進し、これが道守荘（現在の福井市の西部の郊外あたり）となった。
天平勝宝6年（754年）には足羽郡大領の官職にあったが、造東大寺史生・安都雄足や田使・曾禰乙麻呂とらともに同国坂井郡の東大寺領桑原荘の経営にも従事している。天平神護2年（766年）道鏡政権下で経営権を強めた東大寺からの勘問を受けて、弁明のための解状である『天平神護二年足羽郡司解』を提出している（この時の位階は正六位上）。
神護景雲2年（768年）には外従五位下に叙せられている。